# قمری-بلدرچین پشت‌زیتونی
قمری-بلدرچین پشت‌زیتونی (نام علمی: Leptotrygon veraguensis) گونهای از پرندگان خانواده کبوتران است و در کلمبیا، کاستاریکا، اکوادور، نیکاراگوئه و پاناما یافت می‌شود.

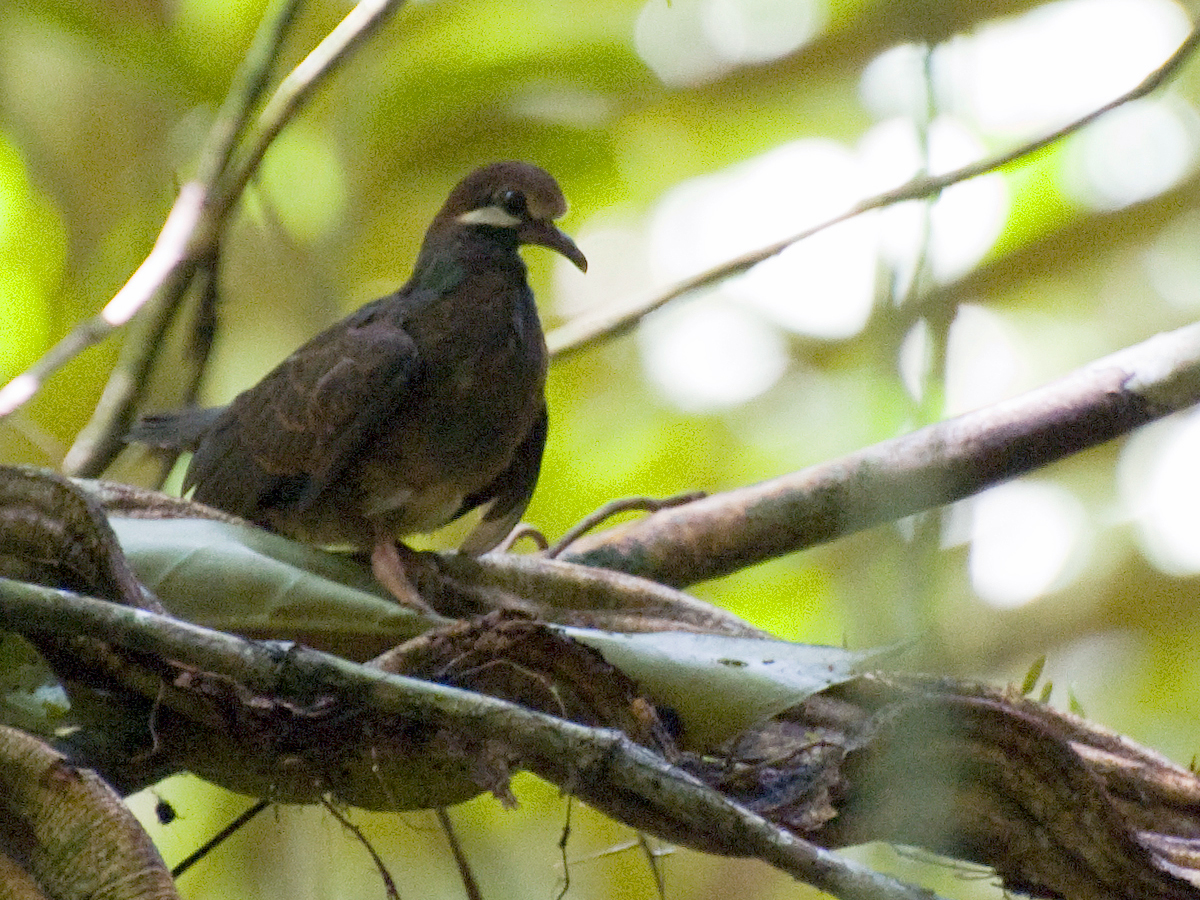
یک قمری بلدرچینی پشت‌زیتونی در طبیعت